# Blumenau
Blumenau este un oraș cu 	298.603 loc. (în 2006) situat în Santa Catarina (SC), Brazilia. Orașul a fost întemeiat în anul 1850 de coloniști germani sub conducerea farmacistului Hermann Blumenau, devenind astfel unul dintre cele trei centre a coloniei germane din Santa Catarina. Blumenau se află la 50 km de coasta Atlanticului, amplasat într-o regiune colinară în Valea Itaja între Joinville la nord și capitala Florianópolis la sud. Orașul care se întinde pe o suprafață de 519,837 km², este periodic inundat, cea mai mare inundație a avut loc în anul 1983.

## Demografie
| germană (exclusiv)                                                  | 81  |
| italiană (exclusiv)                                                 | 17  |
| germană și portugheză                                               | 5   |
| germană și poloneză                                                 | 4   |
| portugheză (exclusiv)                                               | 4   |
| germană și italiană                                                 | 1   |
| Total                                                               | 112 |
| Sursă: "Santa Catarina - 100 anos de historia", Florianópolis, 1997 |     |

Circa un secol de la întemeiere, în oraș majoritatea locuitorilor vorbeau germana, fiind și limba oficilă. Cu sosirea ulterioară a emigranților europeni, a început să se vorbească mai ales limba italiană și poloneză. Deoarece Brazilia era de partea forțelor Aliate, între anii 1937–1954, s-au închis școlile germane și s-a dus o politică de asimilare forțată a populației de origine germană. În prezent limba oficială este portugheza, dar se mai vorbește neoficial și germana.
În ciuda politicilor de asimilare, până în prezent populația din Blumenau e constituită în proporție de 94% din etnici germani.
Iar dorința lor de a se delimita de diversitatea debordantă din restul Braziliei s-a manifestat prin acțiuni menite să blocheze accesul „străinilor” de altă rasă și etnie în oraș.
În 1994, ziarul „The New York Times” a publicat un articol cu titlul „Orașul blonzilor ridică ziduri: migranții sunt ținuți afară” (“A City of Blondes Built Walls: Migrants Keep Out”), în care au fost descrise eforturile prin care etnicii germani încearcă să reducă numărul brazilienilor negermani și să limiteze accesul celor care vor să se stabilească cu traiul în oraș.

## Economie
Ramurile principale economice în oraș sunt reprezentate prin industria textilă, care a existat din timpul colonizării germane. În prezent produsele textile se vând numai pe piața internă. O altă sursă de venit este turismul și telecomunicațiile.

## Personalități marcante
- Theo Balden (1904–1995),
- Vera Fischer (* 1951),

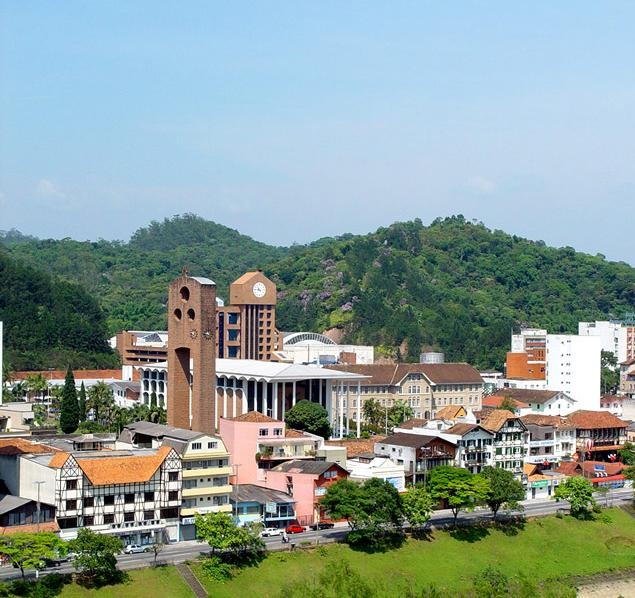
Blumenau

- Christian „Chris“ Maicon Hening (* 1978),
- Rafael Schmitz (* 1980),
- Tiago Splitter (* 1985),
- Marcelo da Veiga (*1960),
- Diego Viana (* 1983),
- Armin Zimmermann (1917–1976)